# Ivar Hedenblad

Ivar Eggert Hedenblad ur OD:s matrikel 1903.

Ivar Eggert Hedenblad, född 27 juli 1851 på gården Hinsnoret i Torsångs socken, Kopparbergs län, död 16 juni 1909 i Uppsala, var en svensk tonsättare och dirigent.

## Biografi
Fadern, Carl Reinhold Hedenblad, var kapten vid Västmanlands regemente och modern var Gunborg Matilda, född Fahlström. Fadern dog hastigt två månader efter Hedenblads födelse. Familjen flyttade efter några år till Falun, och sedan 1856 till Stockholm.
Hedenblad gick i skola i Stockholms Lyceum. Han tog pianolektioner för sin kusin Hélène de Ron (1840–1912). Han gick senare i läroverket i Strängnäs och avlade studentexamen där 1871. I läroverket grundade han tillsammans med Emil Hillberg föreningen Concordia där Hedenblad blev musikanförare. Under gymnasieåren fick han tjänstgöra som organist vid morgonbönen, han bildade en skolkör och även en orkester med både stråkar och blåsare. För orkestern skrev han både arrangemang och kompositioner.
Den 18 september 1871 skrev Hedenblad in sig vid Uppsala universitet och dagen efter vid Södermanlands-Nerikes nation, vilken han blev hedersledamot vid 1888. I februari 1872 valdes han till nationens sånganförare och tre år senare, 1875, till Uppsala studentkårs allmänna sångförenings sånganförare efter Carl August Forssman.
Hedenblad var director musices i Uppsala 1881–1909. Han hade en filosofie kandidat-examen i estetik och latin. Han var inte utbildad yrkesmusiker men hade studerat musik i Leipzig. Han var dirigent i Orphei Drängar 1880–1909, ledare för Filharmoniska sällskapet i Stockholm 1895–1897, domkyrkoorganist i Uppsala 1902–1909 samt dirigent för Allmänna Sången 1875–1901 och 1907–1909.
Hedenblad gav ut standardverket Studentsången i fyra delar åren 1888–1914, en samling av dåtidens stamsånger för akademisk manskör. Han dirigerade också OD på en av deras första inspelningar, i London den 7 juni 1907.
Han är begravd på Uppsala gamla kyrkogård.

## Utmärkelser
Hedenblad tilldelades Litteris et Artibus 1878 och invaldes som ledamot nr 476 av Kungliga Musikaliska Akademien den 27 mars 1888. Han var vidare stormästare i Samfundet SHT 1897–1902 och 1906–1909.